# Leptogaster madagascriensis
Leptogaster madagascriensis är en tvåvingeart som beskrevs av Frey 1937. Leptogaster madagascriensis ingår i släktet Leptogaster och familjen rovflugor.
Artens utbredningsområde är Madagaskar. Inga underarter finns listade i Catalogue of Life.